# Tritomite-(Ce)
La tritomite-(Ce) è un minerale appartenente al gruppo della britholite.